# 丽南鳅
美斑南鳅（学名：Schistura callichroma）为輻鰭魚綱鯉形目條鳅科南鳅属的鱼类，俗名美斑条鳅。在中国，分布于云南景东县的把边江等，棲息在河川底中層水域，生活習性不明。该物种的模式产地在云南景东县把边江。

## 扩展阅读
維基物種上的相關：美斑南鳅